# アンドレアス・グリニアダキス
アンドレアス・グリニアダキス（英語: Andreas GlyniadakisもしくはAndreas Gliniadakis,ギリシア語: Ανδρέας Γλυνιαδάκης 1981年8月26日 - ）はギリシャのプロバスケットボール選手。クレタ島ハニア県ハニア出身。ポジションはセンター。身長216cm、体重127kg。

## 経歴
17歳でプロデビューを果たしたグリニアダキスは6年間ギリシャリーグでプレイし、ギリシャリーグ1部「A1」のパナシナイコスBC、Peristeri、2部「A2」のPanelliniosに所属した。
2003年のNBAドラフトにおいてデトロイト・ピストンズから2巡目（全体58位）指名を受けた。しかし開幕ロスターには残ることができず解雇された後、ギリシャリーグ「A1」のAEKに2年間所属した。
2005-06シーズンには、NBADLのロアノーク・ダズルや田臥勇太が所属していたアルバカーキ・サンダーバーズに所属。特にサンダーバーズではスターターに定着し、チームの優勝に大きく貢献した。
2006年11月、インサイドの選手の故障に悩まされていたNBAのシアトル・スーパーソニックスと契約を結び、NBAデビューを果たした。13試合に出場したが、2007年1月4日に解雇。平均1.6得点、0.6リバウンドを記録している。